# Organizația Mondială a Vămilor
Organizația Mondială a Vămilor (WCO) este o organizație interguvernamentală cu sediul în Bruxelles, Belgia. OMC este recunoscută pentru activitatea sa în domenii care acoperă dezvoltarea unor convenții, instrumente și instrumente internaționale în domenii precum clasificarea mărfurilor, evaluarea, regulile de origine, colectarea veniturilor vamale, securitatea lanțului de aprovizionare, facilitarea comerțului internațional, combaterea contrafacerii în sprijinul drepturilor de proprietate intelectuală, aplicarea de droguri, comerțul ilegal cu arme, promovarea integrității și asigurarea unei dezvoltări durabile a capacităților pentru a sprijini reformele vamale și modernizarea. OMC menține nomenclatura mărfurilor internaționale ale Sistemului armonizat (HS) și administrează aspectele tehnice ale acordurilor Organizației Mondiale a Comerțului (OMC) privind evaluarea vamală și regulile de origine.

## Legături externe
Materiale media legate de Organizația Mondială a Vămilor la Wikimedia Commons
- Site web oficial
- B. Kormych The European Customs Union Study Group: Drafting the EU Customs Legislation